# Lygdamis robinsi
Lygdamis robinsi är en ringmaskart som beskrevs av Jeldes och Lefevre 1959. Lygdamis robinsi ingår i släktet Lygdamis och familjen Sabellariidae. Inga underarter finns listade i Catalogue of Life.